# داني روبنسون
داني روبنسون (بالإنجليزية: Danny Robinson)‏ (1 سبتمبر 1982 دربي المملكة المتحدة - ) هو لاعب كرة قدم بريطاني يلعب كحارس مرمى.

## روابط خارجية
- داني روبنسون على موقع الاتحاد الدولي (مؤرشف)  (الإنجليزية)
- داني روبنسون على موقع قاعدة بيانات كرة القدم.إي يو (الإنجليزية)
- داني روبنسون على موقع Soccerway.com (الإنجليزية)